# Agrisano
Unter dem Namen Agrisano firmieren fünf Unternehmungen: Agrisano Stiftung, Agrisano Krankenkasse AG, Agrisano Versicherungen AG, Agrisano Prevos und Agrisano Pencas.
Im Jahr 2025 zählt das Unternehmen mit Sitz in Brugg, Schweiz, rund 185 000 Versicherte in der obligatorischen Krankenpflegeversicherung. 2023 waren es rund 137 000 Versicherte, mit Prämieneinnahmen von 470,196 Millionen Schweizer Franken.
Das Hauptgeschäftsfeld bildet die Grundversicherung gemäss dem Krankenversicherungsgesetz.

## Geschichte

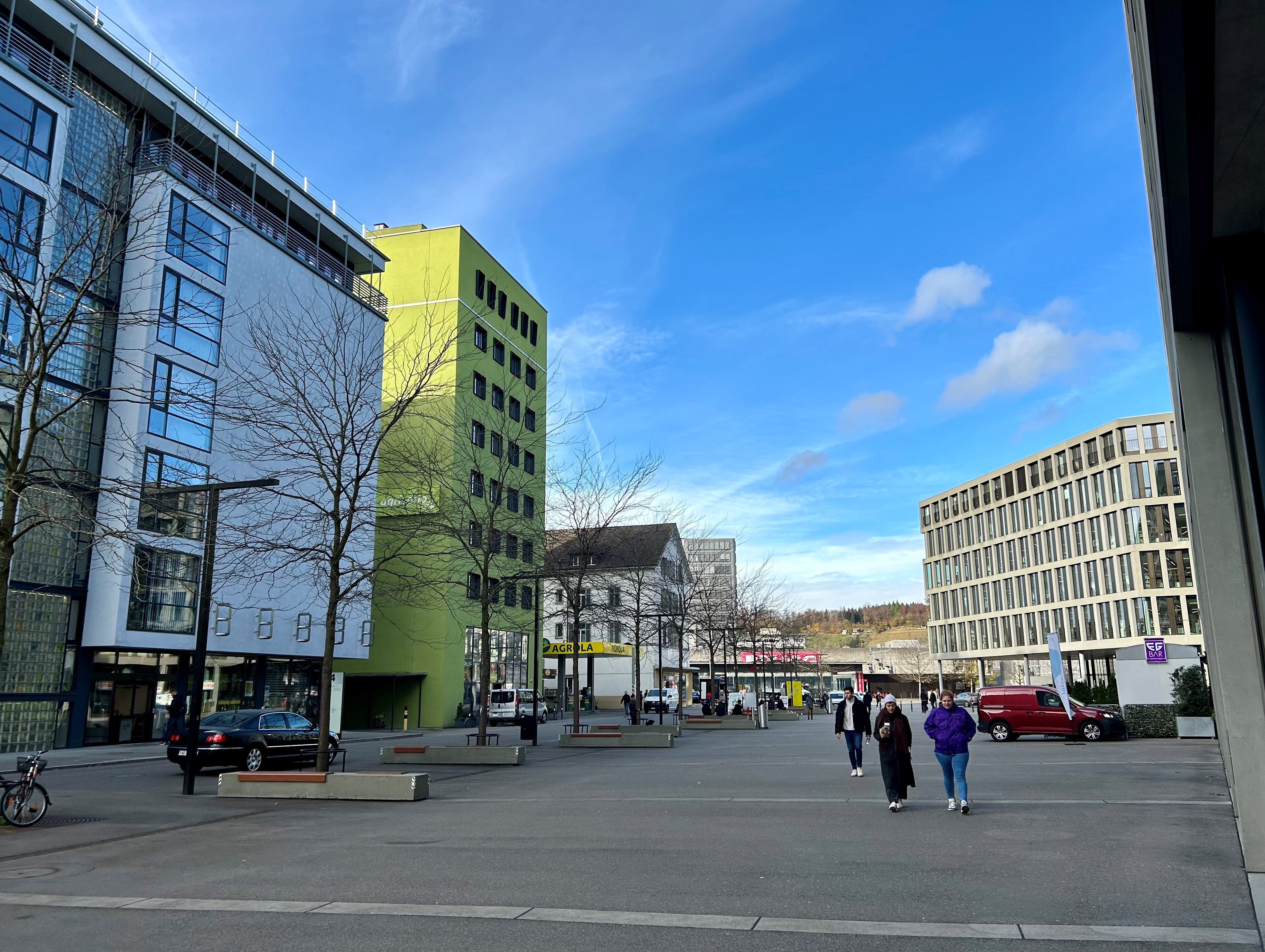
Hauptsitz Agrisano, Windisch

Im Jahr 1992 gründete der Schweizer Bauernverband die Agrisano-Stiftung, um Versicherungsangebote für Schweizer Bauernfamilien und deren Angestellte zu entwickeln.
Am 1. Juli 2014 übernahm Christian Scharpf die Geschäftsführung der Agrisano Stiftung und der Agrisano Krankenkasse AG-Gruppe von Damian Keller.
2015 wurde die Stiftung im Rahmen einer Reorganisation in zwei Aktiengesellschaften aufgeteilt: die Agrisano Krankenkasse AG und die Agrisano Versicherungen AG.
Im November 2015 trat Francis Egger vom Schweizer Bauernverband die Nachfolge von Fritz Schober als Verwaltungsratspräsident an, der dieses Amt zuvor 24 Jahre lang innegehabt hatte.
Gemeinsam mit dem Schweizerischen Bäuerinnen- und Landfrauenverband (SBLV), dem Schweizer Bauernverband (SBV) und der Vereinigung Prométerre startete Agrisano im Oktober 2021 eine Sensibilisierungskampagne, um Bauernfamilien – besonders Bäuerinnen – davon zu überzeugen, sich sozial besser abzusichern.
Im Oktober 2024 wurde der Online-Prämienrechner für die Grundversicherung auf der Website des Unternehmens überarbeitet, um die Benutzerfreundlichkeit zu verbessern. Ein Familienmitglied kann nun in einer einzigen Abfrage die gesamte Familie erfassen und die entsprechenden Prämien berechnen.

## Struktur

### Organisatorische Einbindung
Die Agrisano-Unternehmungen sind administrativ und organisatorisch im Departement Soziales und Dienstleistungen des Schweizer Bauernverbandes integriert. Agrisano arbeitet eng mit den Bauernverbänden zusammen, an welche die Agrisano-Regionalstellen angegliedert sind.
Agrisano umfasst fünf Unternehmungen: Agrisano-Stiftung, Agrisano Krankenkasse AG, Agrisano Versicherungen AG, Agrisano Prevos und Agrisano Pencas. Diese treten gemeinsam auf und bieten Versicherungs- und Vorsorgeangebote an, die speziell für Bauernfamilien und deren Angestellte entwickelt wurden.

### Agrisano Stiftung
Die Agrisano-Stiftung, die zu 100 % Eigentümerin der Agrisano Krankenkasse AG und der Agrisano Versicherungen AG ist, hat als Kernaufgaben die Förderung des Versicherungsschutzes, der sozialen Sicherheit, der Gesundheitsvorsorge und der Schadensverhütung in der Landwirtschaft.
Die Agrisano bietet Bauernfamilien und deren Angestellten eine Gesamtversicherungsberatung sowie sowohl selbst entwickelte als auch vermittelte Versicherungsangebote an. Basis bildet die obligatorische Krankenpflegeversicherung (OKP), die allen Einwohnern der Schweiz offensteht, ergänzt durch Zusatzversicherungen im Bereich Gesundheit, Vorsorge sowie Sach- und Haftpflicht, die ausschliesslich der landwirtschaftlichen Bevölkerung vorbehalten sind. Familienfremde Angestellte können zum Beispiel im Rahmen der Globalversicherung versichert werden.

### Agrisano Krankenkasse AG
Die Agrisano Krankenkasse AG umfasst zwei Kernbereiche: die obligatorische Krankenpflegeversicherung (OKP) und die freiwillige Taggeldversicherung nach dem Krankenversicherungsgesetz (KVG). Stand Januar 2025 verzeichnet sie etwa 185 000 Grundversicherte.

### Agrisano Versicherungen AG
Die Agrisano Versicherungen AG offeriert Zusatzversicherungen gemäss dem Versicherungsvertragsgesetz (VVG) sowie die obligatorische Unfallversicherung nach dem Unfallversicherungsgesetz (UVG). Mit dem Abschluss einer Zusatzversicherung werden Risiken abgesichert, die nicht von den gesetzlichen Sozialversicherungen (KVG/UVG) abgedeckt sind.

### Agrisano Prevos
Agrisano Prevos bietet Landwirten und ihren mitarbeitenden Familienmitgliedern freiwillige berufliche Vorsorge (Säule 2b) an, die Invalidität, Tod und Alter abdeckt.

### Agrisano Pencas
Die Agrisano Pencas ist eine Gemeinschaftsstiftung, die vom Schweizer Bauernverband ins Leben gerufen wurde. Sie dient der beruflichen Vorsorge für familienfremde Arbeitnehmer in der Landwirtschaft. Die Agrisano Pencas soll Arbeitgebern und Arbeitnehmern die berufliche Vorsorge gemäss dem BVG zu guten Konditionen ermöglichen. Zudem werden erweiterte Pläne angeboten, um den Bedürfnissen verschiedener Personengruppen gerecht zu werden.

## Produkte
Agrisano bietet Versicherungen im Bereich Krankenversicherung, Zusatzversicherung, Vorsorge, Angestelltenversicherung und Sach- und Haftpflicht an. Die Krankenversicherung steht dabei allen Interessenten offen; die weiteren Versicherungsleistungen richten sich jedoch nur an landwirtschaftliche Betriebe. Die Definition eines landwirtschaftlichen Betriebes richtet sich nach der des Statistischen Bundesamtes.
Agrisano bietet für landwirtschaftliche Betriebe eine Gesamtberatung an. In diesem Rahmen werden Kunden zu den Bedürfnissen des Betriebs und ihrer Familien befragt und bekommen passende Versicherungen empfohlen. Diese Beratung wird durch regionale Berater vorgenommen und kann in einem Turnus von drei bis fünf Jahren wiederholt und angepasst werden.
Bei der Krankenversicherung gibt es verschiedene Grundversicherungsmodelle, die sich in der Art des Erstkontakts unterscheiden: freie Arztwahl, Hausarzt, telefonisch oder über eine App.
Der Bereich Vorsorge enthält die berufliche (Säule 2a und 2b) und die freie Vorsorge (Säule 3) für Familienmitglieder als auch für familienfremde Angestellte im Betrieb.
Zu den Zusatzversicherungen zählt unter anderem die Taggeldversicherung. Mit dieser werden Landwirte gegen Krankheiten, Unfälle oder andere Arbeitsunfähigkeit versichert, und Kosten für Ersatzkräfte können mit einkalkuliert werden.

## Soziales Engagement
Seit 2015 vergibt die Agrisano-Stiftung den Prix Agrisano, der mit 5000 bzw. 15 000 Franken dotiert ist. Dieser Preis würdigt soziales Engagement in der Landwirtschaft zum Wohl von verunfallten, kranken, betagten oder benachteiligten Menschen.
Um landwirtschaftliche Betriebe auch ausserhalb der Versicherungsleistungen zu unterstützen, verfügt die Agrisano-Stiftung über drei Fonds. Der erste ist vorgesehen für die Betriebs- und Familienunterstützung im Falle von Krankheit oder Unfällen. Ein weiterer Fonds dient der Prävention, mit dessen Hilfe Massnahmen unterstützt werden, die Unfällen vorbeugen. Der Härtefall-Fonds unterstützt Familien, wenn es zu Schicksalsschlägen kommt.
Gemeinsam mit dem Schweizer Bauernverband, dem Schweizerischen Bäuerinnen- und Landfrauenverband und Prométerre führte Agrisano 2021 eine Kampagne durch, die sich vor allem an Landwirtinnen richtete. In dieser Kampagne sollte die Notwendigkeit einer sozialen Absicherung von mitarbeitenden Ehepartnerinnen dargestellt werden. Dabei ging es unter anderem um die Frage, was im Fall einer Trennung oder von Schicksalsschlägen in der Familie passiert. Im Rahmen des landwirtschaftlichen Verordnungspakets 2024 wurde beschlossen, dass ab 2027 Ehepartner, die regelmässig auf dem Betrieb mitarbeiten, für den Erhalt von Direktzahlungen über einen persönlichen Versicherungsschutz verfügen müssen.